# Monte Creek Park
Monte Creek Park är en park i Kanada.   Den ligger i provinsen British Columbia, i den södra delen av landet, 3 300 km väster om huvudstaden Ottawa. Monte Creek Park ligger 383 meter över havet.
Terrängen runt Monte Creek Park är huvudsakligen kuperad. Monte Creek Park ligger nere i en dal som går i öst-västlig riktning. Trakten runt Monte Creek Park är nära nog obefolkad, med mindre än två invånare per kvadratkilometer.. Närmaste större samhälle är Pritchard, 10,3 km öster om Monte Creek Park. 
I omgivningarna runt Monte Creek Park växer i huvudsak barrskog.